# Азатбек Омурбеков
Азатбек Асанбекович Омурбеков (рус. Азатбек Асанбекович Омурбеков; Нукус, 17. септембар 1983) је гардијски пуковник Копнене војске Руске Федерације и херој Руске Федерације (2022).
На челу је 64. одвојене гардијске моторизоване бригаде, јединице за коју се сумња да је извршила масакр у Бучи. Осумњичен је за учешће у масакру.

## Биографија
Рођен 17. септембра 1983. године у граду Нукус, Каракалпачка Аутономна Совјетска Социјалистичка Република, Узбечка ССР. Године 2000. завршио је Лицеј број 2 у граду Купино, Новосибирска област. Дипломирао на Чељабинском тенковском институту .
У новембру 2021. године добио је благослов Руске православне цркве.
Омурбеков је постао познат широј јавности након што је украјински портал InformNapal ушао у траг официру и објавио већину његових података. Према InformNapalmu-у, Омурбеков је 40-годишњи потпуковник који је командовао руским трупама током борби за Бучу. The Independent је навео да не може ни да потврди ни да провери ове тврдње  .
Према истрази веб сајта Важне приче, Азатбек Омурбеков је натерао такозване „одбијаче“ – војнике који нису хтели да се боре, да крену у борбу, претио им је погубљењем, а команди је пренео и лажне информације о неуспеху његове бригаде.
Председник Украјине Володимир Зеленски посетио је Бучу 4. априла 2022. године. Затим је говорио о ратним злочинима које су наводно починиле руске трупе. Претпоставља се да су трупе под командом Омурбекова убијале ненаоружане цивиле и силовали жене и децу. Након што су руске трупе напустиле град, у њему су откривене масовне гробнице. Велика Британија је увела санкције Омурбекову. .
Указом председника Руске Федерације 2022. године, „за исказану храброст и херојство у вршењу војне дужности“ додељено му је звање Хероја Руске Федерације .